# Janowiec (województwo podkarpackie)
Janowiec – wieś w Polsce położona w województwie podkarpackim, w powiecie mieleckim, w gminie Radomyśl Wielki.
| SIMC    | Nazwa              | Rodzaj    |
| ------- | ------------------ | --------- |
| 0828354 | Dąbrówka           | część wsi |
| 0828360 | Koniec             | część wsi |
| 0828377 | Pniaki             | część wsi |
| 0828383 | Podlesie Żarowskie | część wsi |
| 0828390 | Stary Janowiec     | część wsi |
| 0828408 | Żabno              | część wsi |

Miejscowość jest siedzibą rzymskokatolickiej parafii św. Jana Chrzciciela należącej do dekanatu Radomyśl Wielki.
W latach 1975–1998 miejscowość administracyjnie należała do województwa tarnowskiego.